# Anton Gerachtchenko
Anton Youriïovytch Gerachtchenko (ukrainien : Антон Юрійович Геращенко, né le 10 février 1979) est actuellement conseiller officiel et ancien vice-ministre au ministère ukrainien de l'Intérieur,,,. Il est un ancien membre du parlement ukrainien (Verkhovna Rada) (2014-2019), et a fait l'objet d'une tentative d'assassinat en partie à cause de ses actions.

## Carrière
Lorsque Arsen Avakov devient le ministre de l'intérieur en 2014, Gerachtchenko devient son conseiller. Il devient député du parlement ukrainien, la Rada, lors des élections législatives de 2014, le 26 octobre, pour le parti Front populaire. Il est alors secrétaire du comité de la Rada pour le soutien législatif de l'application des lois. Il est l'un des fondateurs de la base de données de séparatistes "Myrotvorets".
En janvier 2017, le service de sécurité d'Ukraine (SBU) annonce qu'il a empêché une tentative d'assassinat contre Gerachtchenko. Le SBU avait surveillé les deux assassins pendant plus d'un mois et les avait arrêtés sur le fait avec un engin explosif en leur possession. Le SBU déclare que les assassins étaient en prison dans la Crimée occupée par la Russie, jusqu'à ce qu'ils acceptent d'assassiner Gerachtchenko. Le SBU affirme que les assassins ont été coordonnés par Andrey Tikhonov. Ce dernier vit actuellement à Belgorod en Russie, et était un citoyen ukrainien qui avait combattu contre l'Ukraine aux côtés de la république populaire de Lougansk.
Après les élections législatives ukrainiennes de juillet 2019, Gerachtchenko ne revient pas au parlement car il n'a pas participé aux élections. Le 25 septembre, il est nommé vice-ministre au ministère de l'intérieur, resté sous la direction d'Avakov, par le gouvernement de l'Ukraine. Il est responsable de la communication. Le 15 juillet 2021, après la démission d'Avakov, il redevient conseiller au ministère de l'intérieur dirigé par le nouveau ministre Denys Monastyrsky. Le 5 août 2021, il est démis de ses fonctions de vice-ministre par le gouvernement et est remplacé par Mary Hakobyan et Bohdan Drapyaty. Fin septembre 2021, il est nommé coordinateur du nouveau "Bureau de protection des entreprises" au sein du ministère de l'Intérieur.